# Hugh Bourne
Hugh Bourne, född 3 april 1772, död 11 oktober 1852, var en inflytelserik brittisk metodistpastor.
Bourne växte upp i en from familj och brottades från sju års ålder med existentiella frågor och rädsla för att gå förlorad i helvetet. 1799 fick han andlig litteratur av sin mor, som ledde honom fram till personlig omvändelse, glädje och befrielse från den syndanöd som han kämpat med i tjugo år. 
Han knöt då kontakt med ett metodistiskt sällskap i Burslem, England. Efter en tid i bibelstudiegrupp började han kombinera sitt jobb (som tillverkare och reparatör av kvarnhjul) med lekmannapredikoverksamhet. 
1800 flyttade Bourne till den närbelägna gruvbyn Harriseahead, där han fyra år senare byggde ett kapell varifrån väckelsen spreds ut till omgivande städer och byar. En av dem som kom till tro i denna väckelse var William Clowes.
1807 började Bourne och Clowes, inspirerade av den amerikanska väckelseevangelisten Lorenzo Dow, hålla dagslånga friluftsmöten med offentliga syndabekännelser, psalmsång, predikan och fri bön, ofta åtföljda av en kärleksmåltid. Denna okonventionella mötesverksamhet uppskattades inte av Metodistkyrkan och Bourne och hans "Camp Meeting Methodists" uteslöts ur kyrkan. 
1811 byggde Bourne och hans bror ett kapell i Tunstall, Stoke on Trent och i februari gick man ihop med "clowesiterna" och bildade the Society of the Primitive Methodists.
Dessa primitiva metodister fick stor framgång och som ledare och fadersfigur för rörelsen hedrades Bourne vid sin begravning av över 16 000 gudstjänstbesökare.
1860 hade rörelsen växt till över 100 000 medlemmar, med  11 304 lokalpredikanter på Brittiska öarna, i Kanada, USA, Australien, Nya Zeeland, Nigeria och Sydafrika.